# Hồ Bastan
Hồ Bastan là tên gọi dùng để chỉ 3 hồ theo thứ tự thượng, trung, hạ có nguồn gốc băng hà nằm ở độ cao 2280 m trong khu bảo tồn thiên nhiên Néouvielle thuộc Hautes-Pyrénées, Pháp. Các hồ này được đặt theo tên của ngọn núi Bastan Aulon cao 2721 m.
Hồ Bastan hạ nhận nước từ 2 hồ kia, và có diện tích 1,8 ha, nhỏ hơn nhiều so với 2 hồ nằm trên, sâu 13 m.

## Môi trường
Các hồ này là môi trường sống của loài cá Salmo trutta. Xung quanh hồ có các loài thông như Pinus sylvestris, Pinus mugo, và các loài chim: Phoenicurus ochruros, Carduelis citrinella; sơn dương Rupicapra pyrenaica, 

## Thư viện ảnh

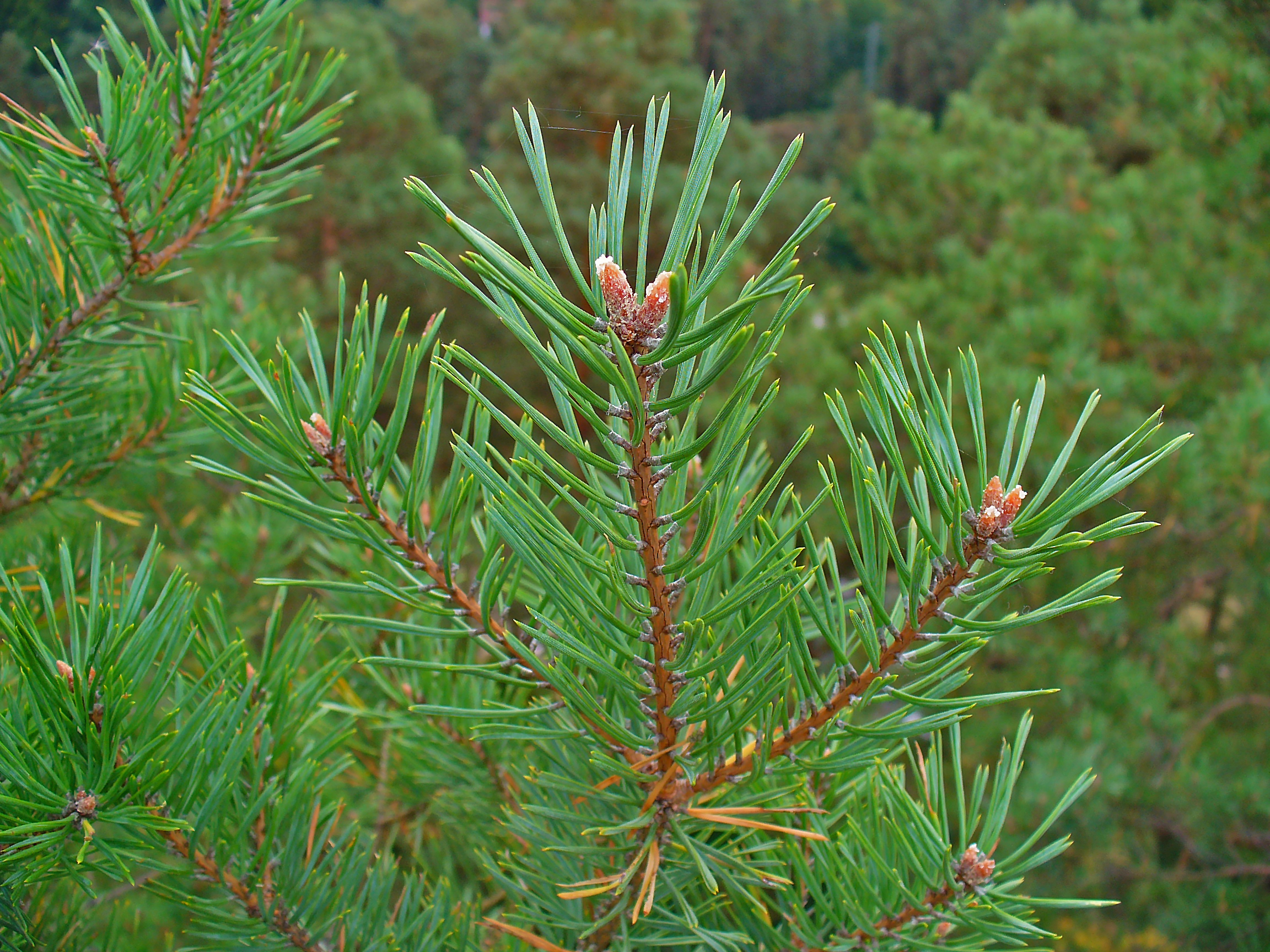
Pin sylvestre, Pinus sylvestris.
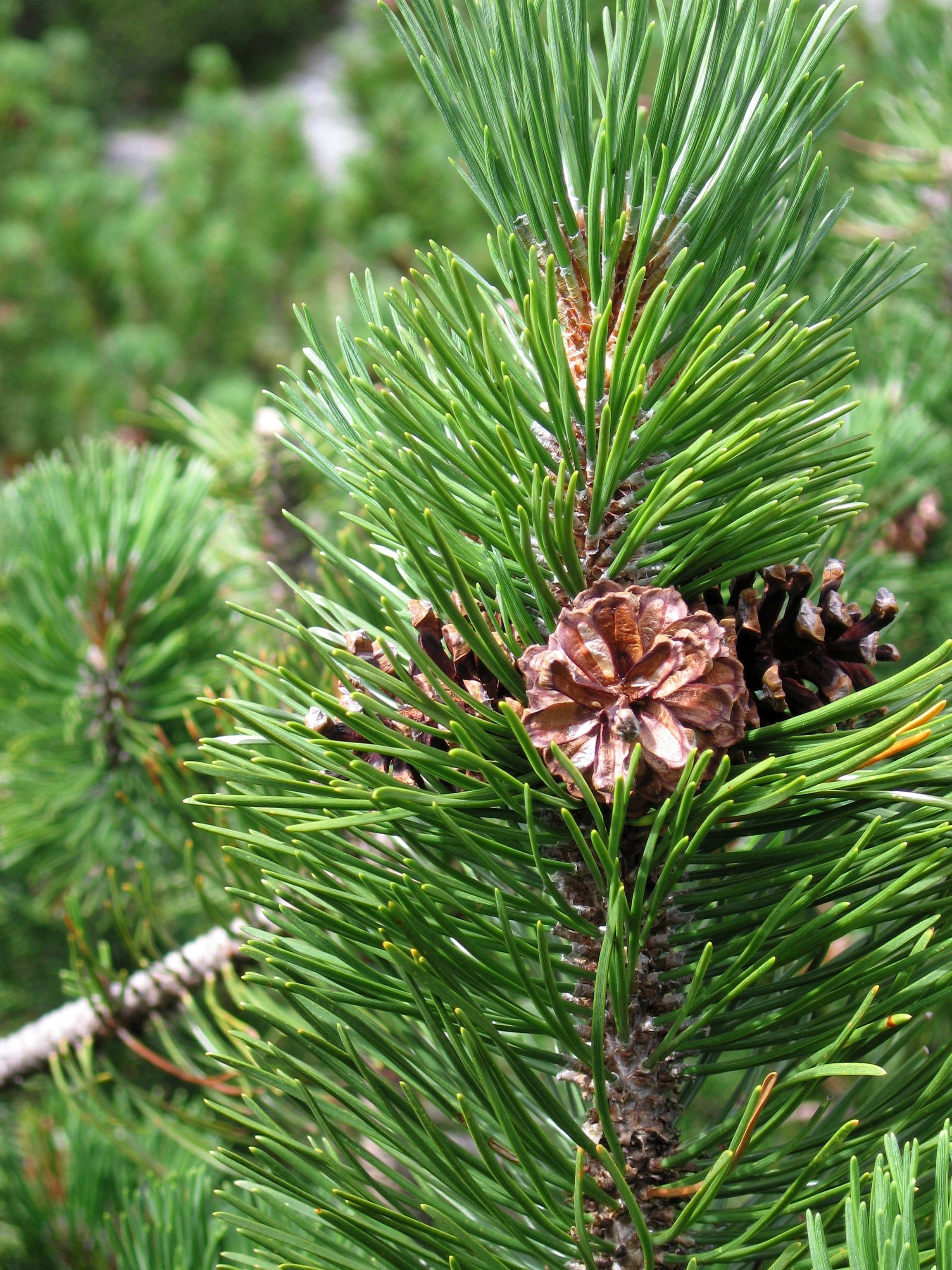
Pin à crochets, Pinus mugo (la réserve du Néouvielle possédant la plus haute foret de pins à crochets d'Europe[1])
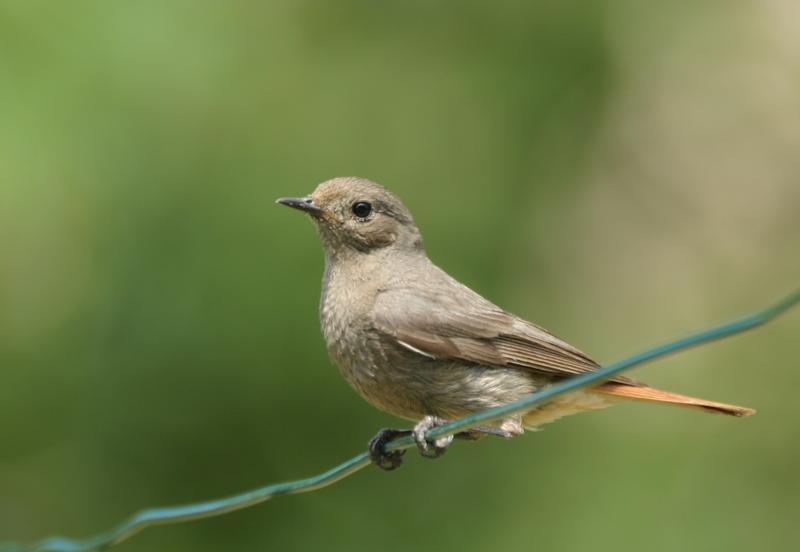
Rouge-queue noir, Phoenicurus ochruros.
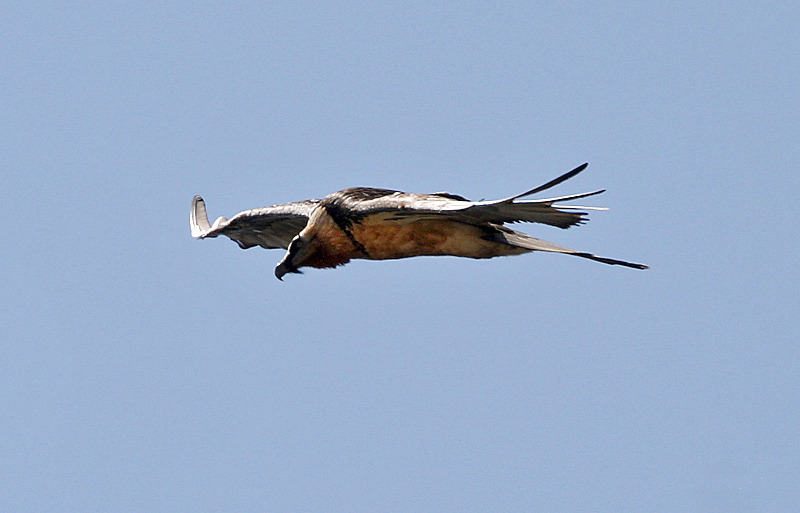
Gypaète barbu, Gypaetus barbatus, rapace des alentours du lac de Bastan inférieur.
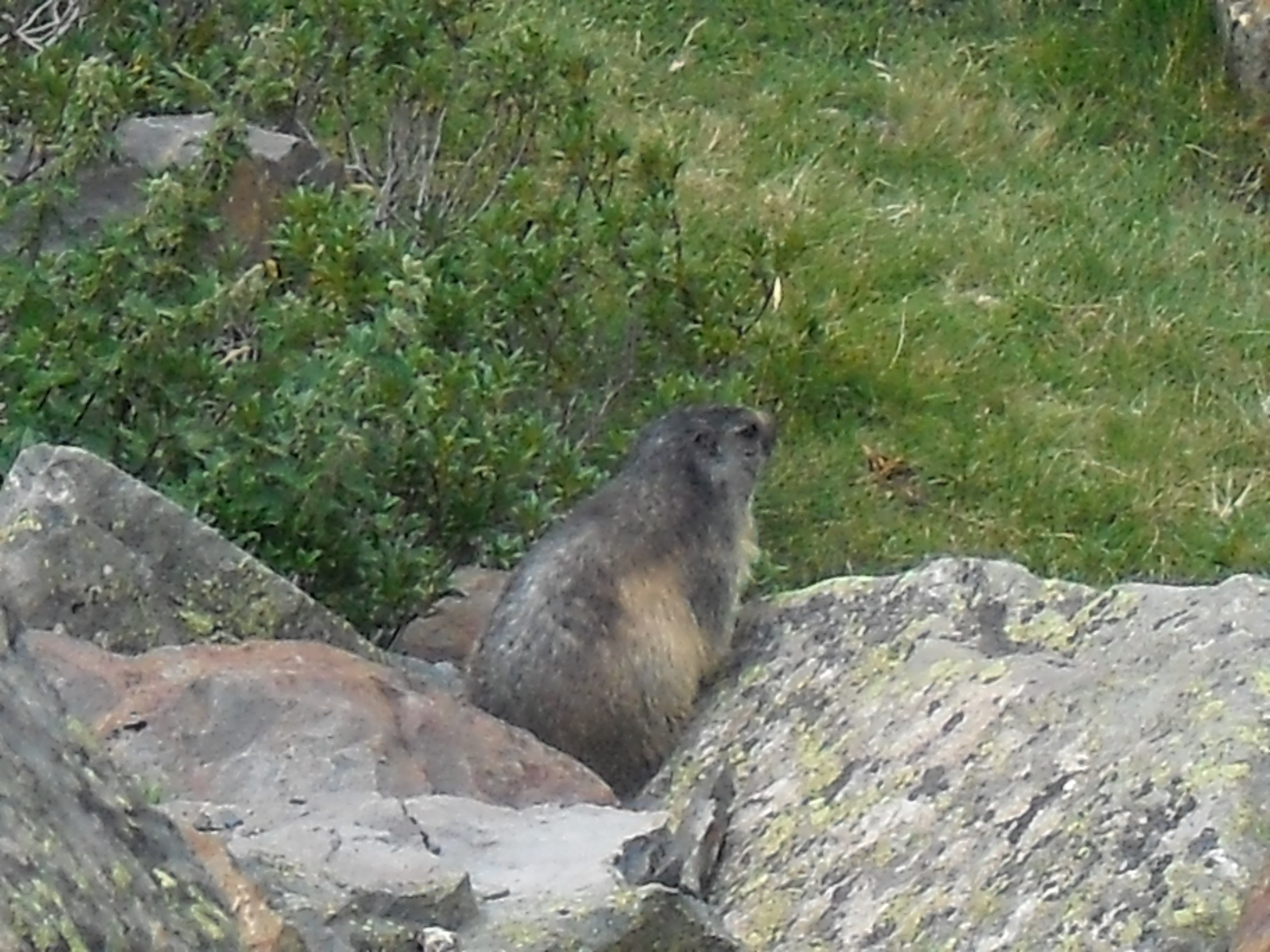
Macmôt, Marmota marmota.
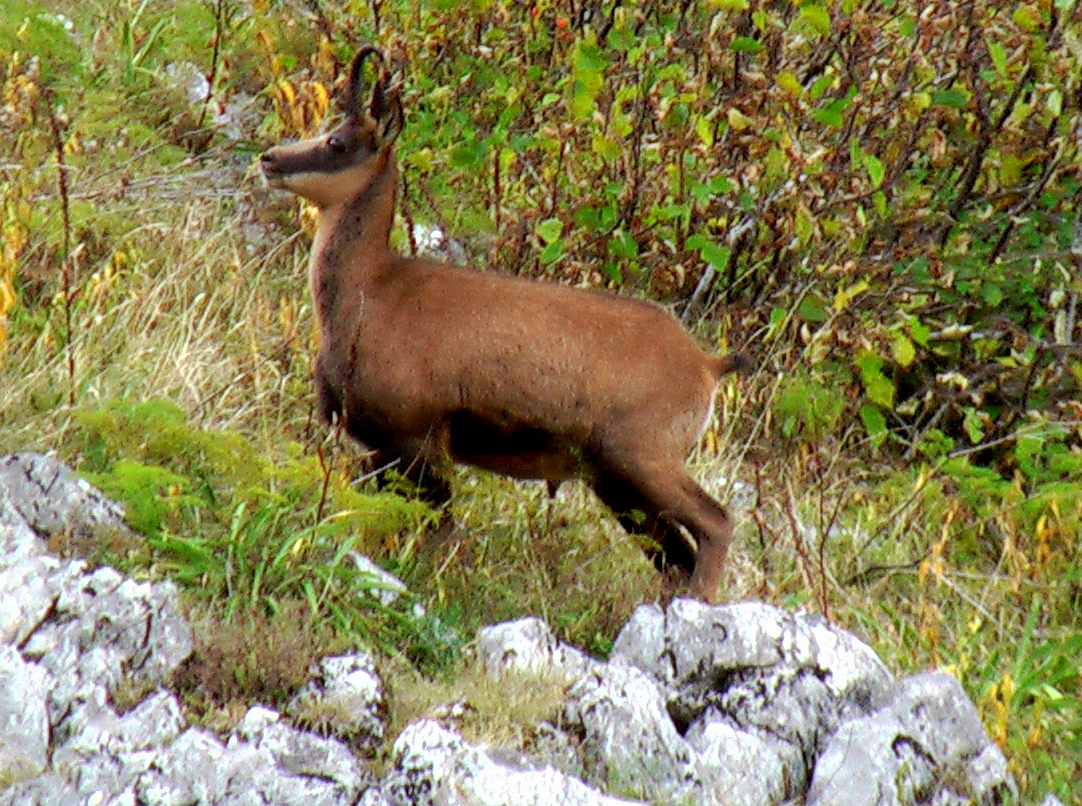
Sơn dương, Rupicapra pyrenaica.